# The Scarlet Car (film 1923)
The Scarlet Car è un film muto del 1923 diretto da Stuart Paton.

## Trama
Billy Winthrop ama Beatrice Forbes. Ma la giovane donna è già fidanzata con Ernest Peabody, un politico riformista candidato sindaco che è sostenuto proprio dal padre di Billy. Quando scopre che Peabody ha tradito un'altra ragazza e ha intenzione di tradire anche suo padre, Billy smaschera il rivale con l'aiuto di Mitt Deagon, conquistando così definitivamente il cuore dell'amata Beatrice.

## Produzione
Il film fu prodotto dall'Universal Pictures.

## Distribuzione
Distribuito dall'Universal Pictures, il film - presentato da Carl Laemmle - uscì nelle sale cinematografiche statunitensi il 15 gennaio 1923.